# Rhacocarpus strictipilus
Rhacocarpus strictipilus är en bladmossart som beskrevs av Jean Édouard Gabriel Narcisse Paris 1900. Rhacocarpus strictipilus ingår i släktet Rhacocarpus och familjen Hedwigiaceae. Inga underarter finns listade i Catalogue of Life.